# The Hound of the Baskervilles (pel·lícula de 1921)
The Hound of the Baskervilles és una pel·lícula britànica muda de misteri de 1921 dirigida per Maurice Elvey i protagonitzada per Eille Norwood, Catina Campbell i Rex McDougall. Està basada en la novel·la de Sherlock Holmes de 1902 El gos dels Baskerville d'Arthur Conan Doyle, i en va ser la primera adaptació cinematogràfica britànica. Va ser realitzada per Stoll Pictures, la companyia cinematogràfica més gran de Gran Bretanya en aquell moment.

## Argument
Segons una llegenda local, Sir Henry Baskerville està programat per convertir-se en el següent de la seva família a ser víctima d'un gos fantasmal.

## Repartiment
- Eille Norwood com a Sherlock Holmes
- Catina Campbell com a Beryl Ducerne Stapleton
- Rex McDougall com a Sir Henry Baskerville
- Lewis Gilbert com a Roger Stapleton Baskerville
- Hubert Willis com a Dr. Watson
- Allan Jeayes com a Dr. James Mortimer
- Fred Raynham com a Barrymore, el majordom
- Miss Walker com a Mrs. Barrymore
- Madame d'Esterre com a Mrs. Hudson
- Robert Vallis com a Selden

## Producció
Després de les quinze parts de Les aventures de Sherlock Holmes, aquesta va ser la primera pel·lícula de llarga durada protagonitzada per Eille Norwood com Holmes i Hubert Willis com el Dr. Watson. Va ser la segona versió cinematogràfica d'El gos dels Baskerville, després de la pel·lícula muda alemanya de 1914 Der Hund von Baskerville. De vegades s'ha afirmat erròniament que s'havia filmat a Dartmoor, tot i que la pel·lícula es va rodar a prop del poble de Thursley.

## Estrena
La pel·lícula es va estrenar al Regne Unit el 8 d'agost de 1921 i no va arribar als Estats Units fins 14 mesos més tard, moment en què els personatges de Mr. i Mrs. Barrymore van ser rebatejats com "Osborne". Això es va fer presumiblement per evitar confusions amb John Barrymore, que va protagonitzar la pel·lícula Sherlock Holmes, que es va estrenar el mateix any als Estats Units.

## Recepció
Allmovie va assenyalar que la pel·lícula s'adhereix molt a la història original, però "ni tan sols s'acosta a la pel·lícula definitiva de 1939 protagonitzada per Basil Rathbone i Nigel Bruce; d'una banda, hi ha massa intertítols, però encara té els seus moments, la majoria dels quals inclouen plans tristos dels erms."
El mateix Sir Arthur Conan Doyle va gaudir de la pel·lícula dient "Mr. Ellie Norwood, la meravellosa personificació de Holmes del qual m'ha sorprès. En veure'l a The Hound of the Baskervilles vaig pensar que mai havia vist res més magistral".